# Olivia Pascal
Olivia Pascal (n. 26 mai 1957 în München; n. Olivia Gerlitzki) este o actriță germană.

## Date biografice
Olivia Pascal a urmat încă de mică o școală de balet. Mai târziu s-a calificat drept asistentă medicală. În anul 1976 a fost descoperită de regizorul Hubert Frank și a jucat în filmul "Vanessa", ulterior în mai multe filme comice cu scene erotice. Ea devine cunoscută în Germania prin emisiunea muzicală TV "Bananas". Pascal joacă diferite roluri în diferite seriale ca "Die Schwarzwaldklinik".  Din anul 1988 a început să joace rolul unei comisare de poliție în serialul TV SOKO 5113.

## Filmografie
- 1976: Vanessa
- 1976: Griechische Feigen
- 1977: Interno di un convento
- 1977: Casanova & Co.
- 1977: Freude am Fliegen/Sylvia im Reich der Wollust
- 1977: Arrête ton char … bidasse!
- 1978: Summer Night Fever
- 1978: Insel der tausend Freuden
- 1978: Popcorn und Himbeereis
- 1979: Cola, Candy, Chocolate
- 1979: Traumbus/Austern mit Senf
- 1981: Die Säge des Todes
- 1981: Burning Rubber
- 1983: C.O.D.
- 1983: Sunshine Reggae auf Ibiza
- 1984: Uindii
- 1985: Coconuts
- 1992: Samba Syndrom
- 2004: Oktoberfest
- 2008: Tage wie Jahre

## Seriale TV
- 1981–1984: Bananas
- 1986: Irgendwie und Sowieso
- 1985–1987: Die Schwarzwaldklinik
- 1987–1996: SOKO 5113
- 1990–1993: Ein Schloß am Wörthersee
- 1993–1997: Freunde fürs Leben
- 2005–2007: Verliebt in Berlin

## Televiziune
| - 1980: Tatort Streifschuß (als Margit Lamp) - 1983: Monaco Franze – Der ewige Stenz - 1983: Das Nürnberger Bett - 1984: Derrick - 1984: Heiße Wickel – kalte Güsse - 1986: Irgendwie und Sowieso - 1990: Insel der Träume - 1990: Liebesgeschichten - 1993: Das Traumschiff - 1993: Amico mio - 1995: Das Größte Fest des Jahres – Weihnachten bei unseren Fernsehfamilien - 1996: Rosamunde Pilcher – Lichterspiele - 1995: Kriminaltango - 1997: Ein Schutzengel auf Reisen - 1997: Dr. Stefan Frank – Der Arzt, dem die Frauen vertrauen - 1997: Solo für Sudmann - 1998: Der Bulle von Tölz - 1998: Das verbotene Zimmer - 1999: Scomparsi: Squadra Mobile - 1999: Café Meineid: Auf den ersten Blick - 1999: Fitz & Friedrich - 1999: Die Wache | - 1999: Männer sind was Wunderbares - 1999: Squadra mobile scomparsi - 2000: Die Motorradcops - 2000: Café Meineid – Ein langer Blick - 2000: Küstenwache - 2001: Die heimlichen Blicke des Mörders - 2001: Für alle Fälle Stefanie - 2001: Der letzte Zeuge - 2001: Küstenwache - 2002: Jenseits des Regenbogens - 2003: SOKO Kitzbühel - 2003: Medicopter 117 - 2003: Die Rosenheim-Cops - 2003: Barbara Wood: Lockruf der Vergangenheit - 2004: Das Traumschiff - 2004: Rosamunde Pilcher: Königin der Nacht - 2005: Schwarzwaldklinik: Die neue Generation - 2005: Helen, Fred und Ted - 2006: Krimi Berlin - 2007: Unser Charly - 2008: SOKO 5113-Special "Die Akte Göttmann" - 2009: Pfarrer Braun |